# Hallandia antiqua et hodierna

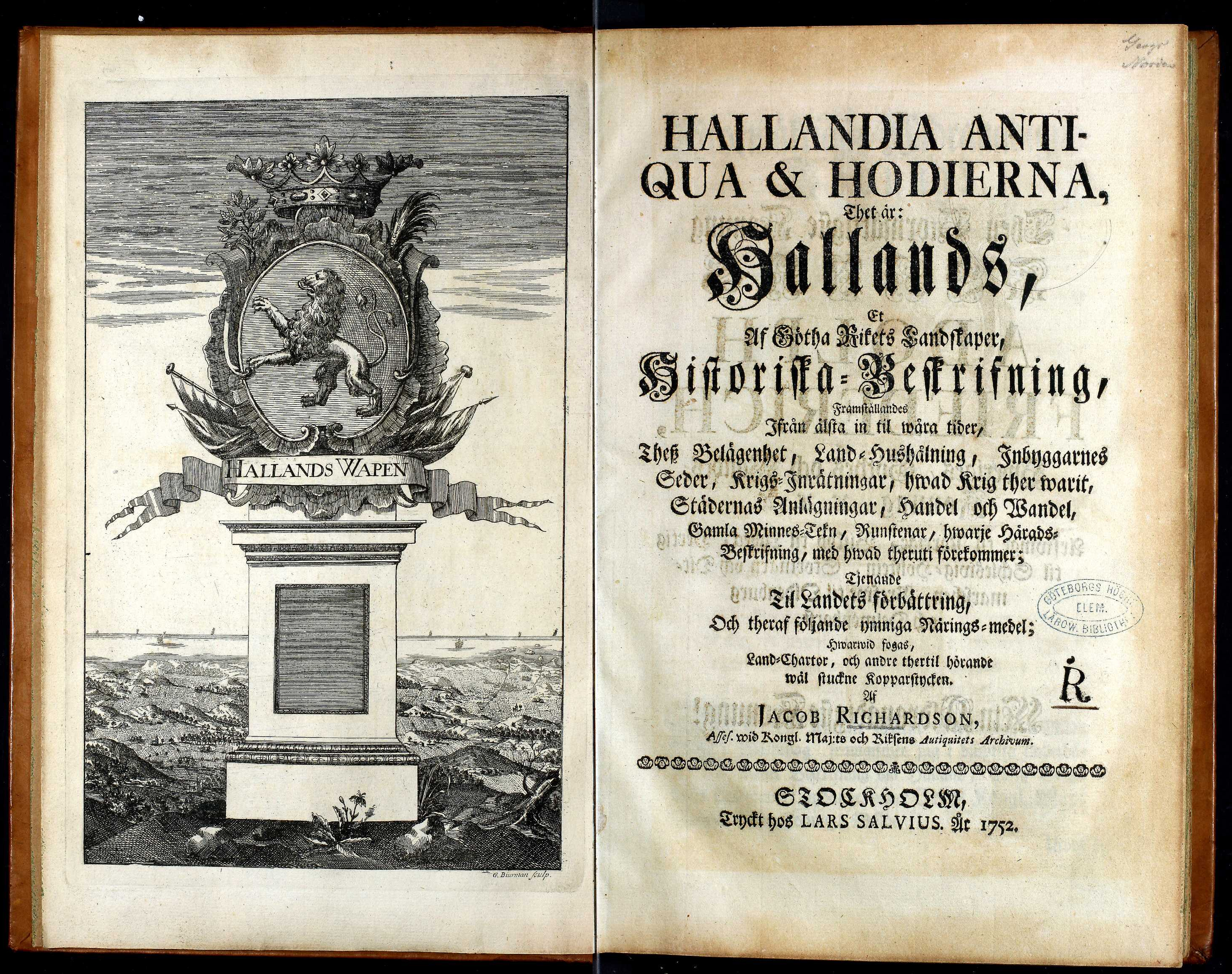
Hallandia antiqua et hodierna. Titelblad och frontespis.

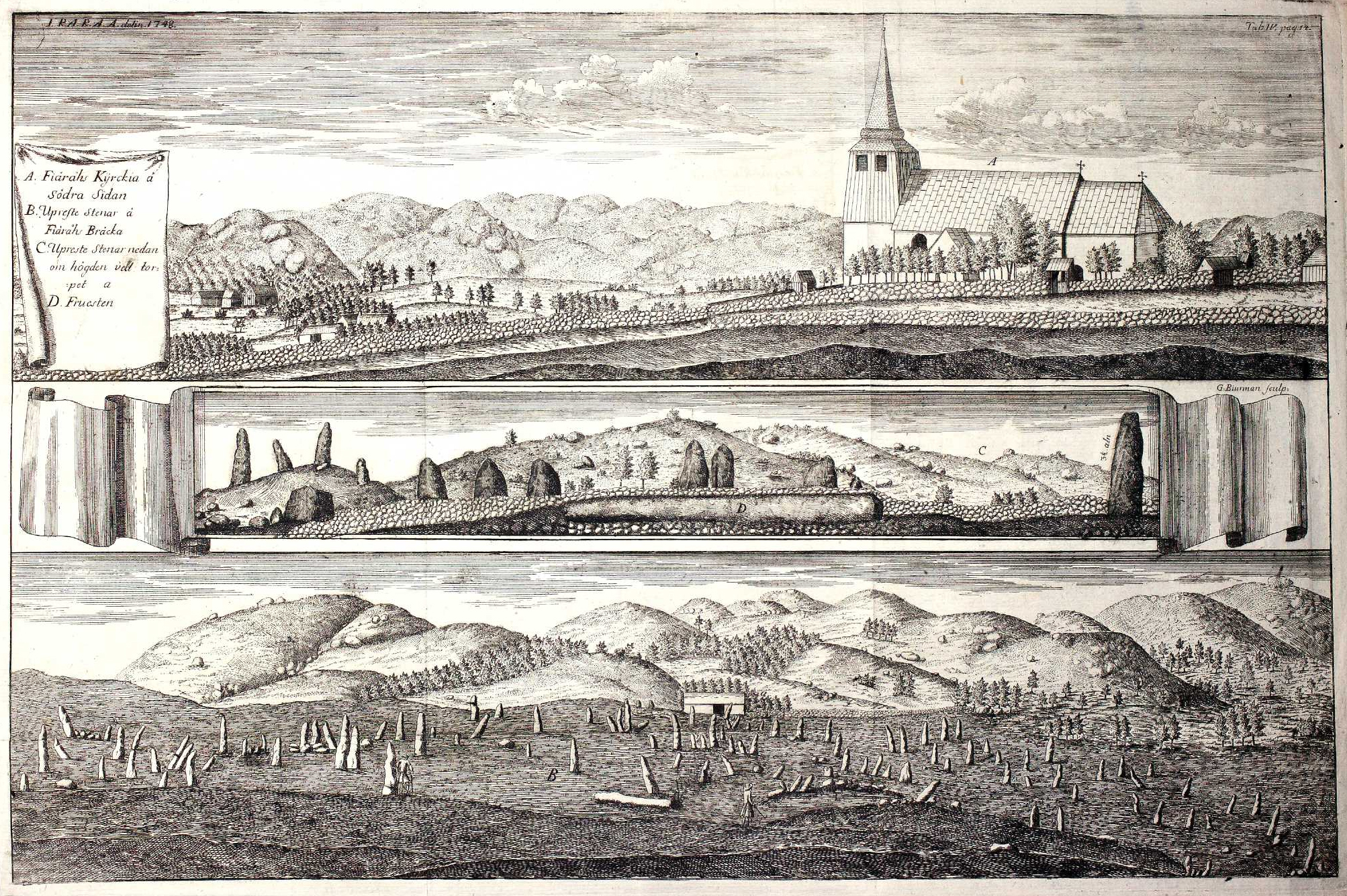
Plansch ur verket: Fjärås kyrka och Fjärås Bräcka.

Hallandia antiqua et hodierna är en bok på svenska om Hallands historia, skriven av Jacob Richardson. Den gavs ut i två delar 1752–1753. En planerad tredje del blev inte av. Boken är starkt inspirerad av Suecia antiqua et hodierna.
Den är baserad på två resor gjorda med fjorton års mellanrum.
Boken innehåller framförallt beskrivningar av gravar och fornlämningar. Den innehåller även en beskrivning av ekonomin i de halländska städerna. I boken ingick även en utvikbar karta med orter, vägar, administrativa gränser m.m.
Richardson ansåg att Halland tidigare varit mer fruktsamt och folkrikare, och försökte leda i bevis denna tidigare guldålder, med en god samhällsordning då landskapet inte hade de ekonomiska problem som fanns vid hans tid och då naturresurserna var rikare. Boken innehåller ingen betydande genomgång av landskapets politiska historia, antagligen åtminstone delvis beroende på att landskapet länge tillhört Danmark.
Med undantag för den ekonomiska beskrivningen så anses boken vara otillförlitlig.

## Fotnoter
1. 1 2  Biblioteksbladet 1916: Litteratur om Halland
2. ↑  Tvärsnitt 2/2003: När forntiden blev ett vapen i maktens tjänst Arkiverad 28 september 2007 hämtat från the Wayback Machine.